# Shining the Holy Ark
Shining the Holy Ark (シャイニング・ザ・ホーリィアーク?, Shainingu za hōrii āku) è un videogioco di ruolo per Sega Saturn, pubblicato nel 1996 in Giappone e nel 1997 in Europa e America Settentrionale. È il secondo videogioco della serie di videogiochi RPG Shining strutturato come first person dungeon crawler, subito dopo Shining in the Darkness pubblicato nel 1991. La colonna sonora del videogioco è stata composta da Motoi Sakuraba.